# Tasmil (Oeleo)
Tasmil ist ein osttimoresischer Ort im Suco Oeleo (Verwaltungsamt Bobonaro, Gemeinde Bobonaro). Er liegt im Norden der Aldeia Mologuen, auf einer Meereshöhe von 1193 m. Eine kleine Straße verbindet Tasmil mit dem unterhalb gelegenen größeren Dorf Nelgen. Tasmils kleiner Friedhof liegt östlich hangabwärts. Nah dem Ort erhebt sich der Abendudatoi (1792 m).